# Cryptothelea surinamensis
Cryptothelea surinamensis är en fjärilsart som beskrevs av Heinrich Benno Möschler 1878. Cryptothelea surinamensis ingår i släktet Cryptothelea och familjen säckspinnare. Inga underarter finns listade i Catalogue of Life.